# Isopterygium prasiellum
Isopterygium prasiellum är en bladmossart som beskrevs av Bescherelle 1894. Isopterygium prasiellum ingår i släktet Isopterygium och familjen Hypnaceae. Inga underarter finns listade i Catalogue of Life.